# 瑞士—美國關係

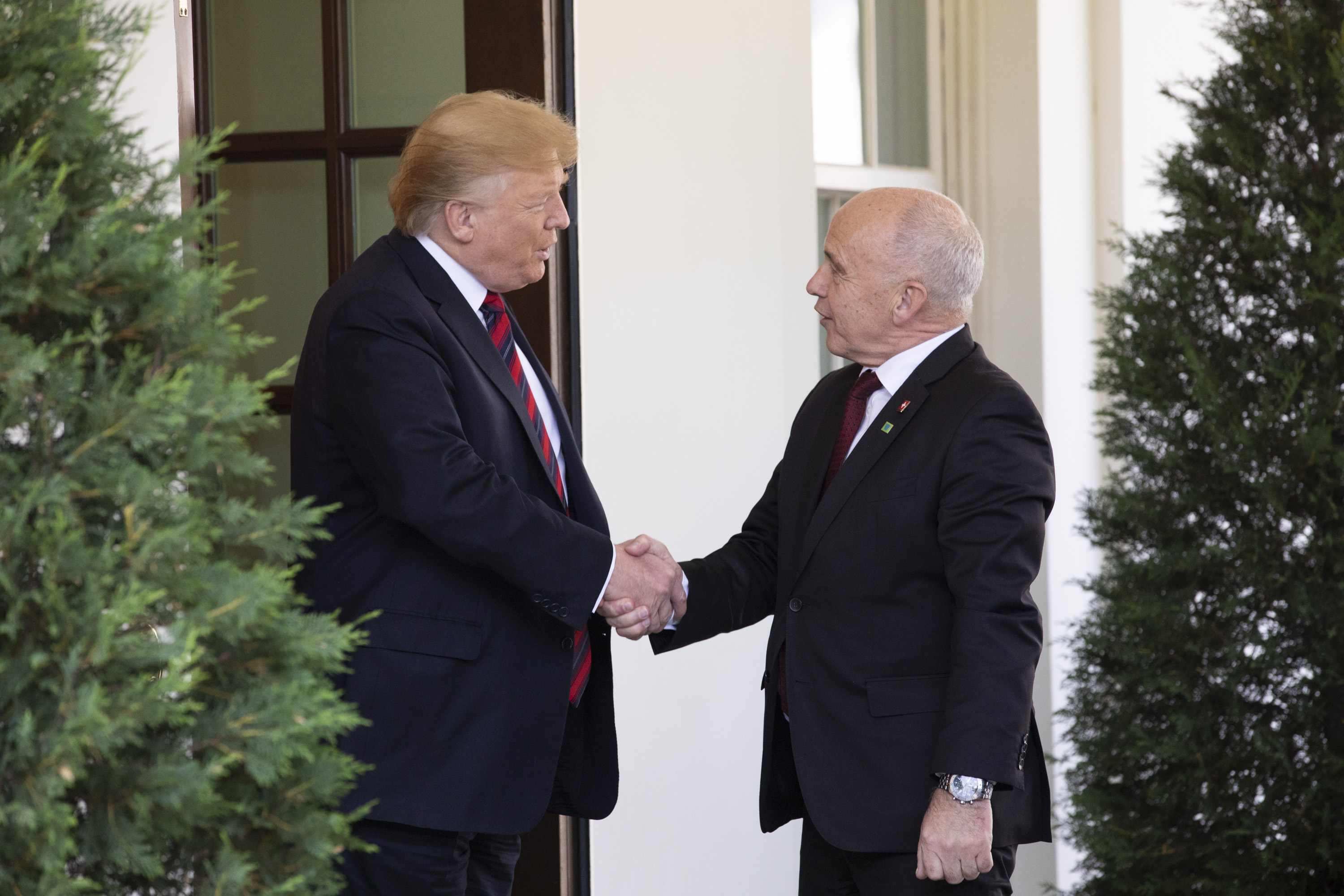
乌利·毛雷尔在白宫会见了美国总统唐纳德·特朗普。

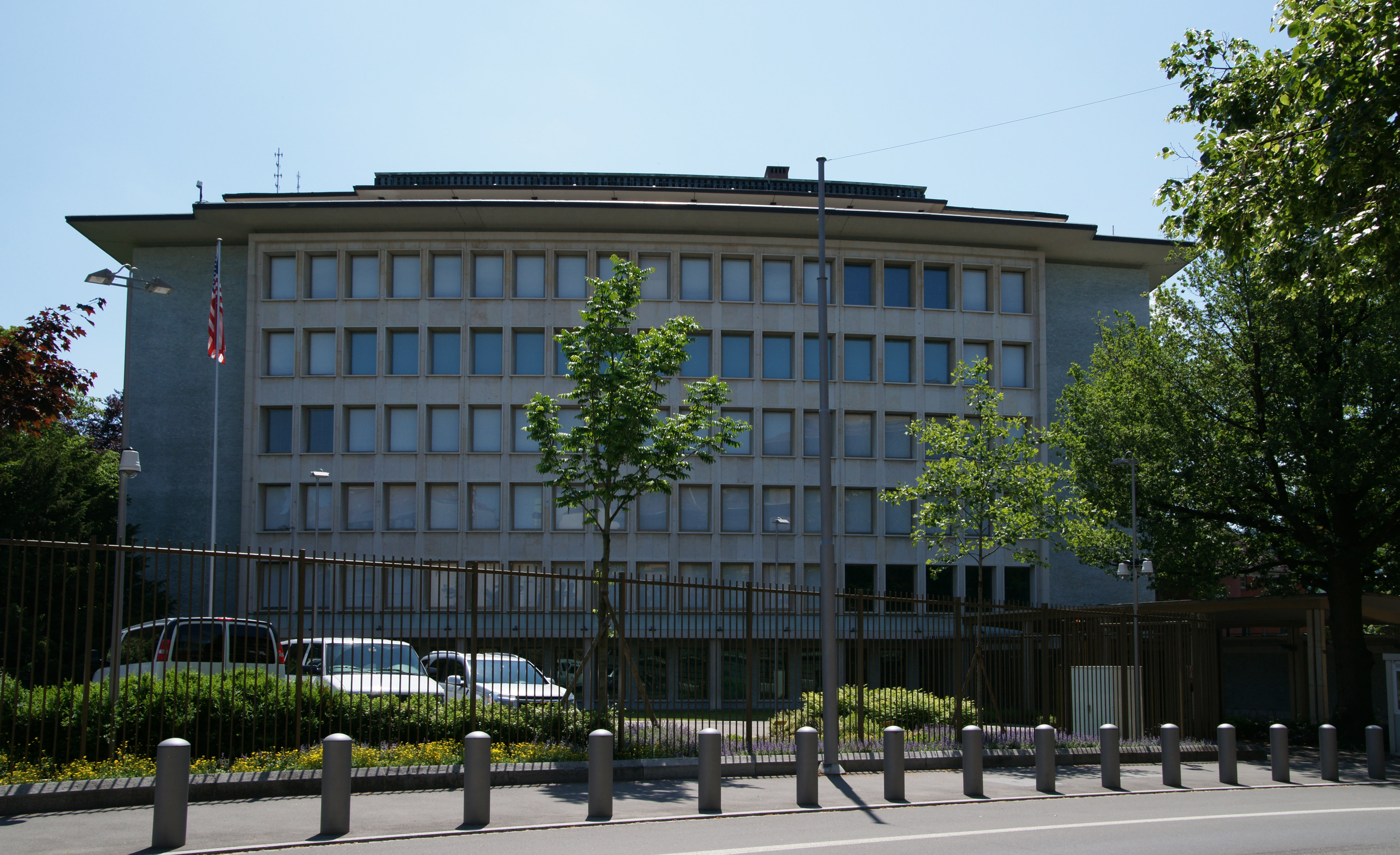
美国驻伯尔尼大使馆。

瑞美关系是瑞士与美国之间的双边关系。

## 历史

### 领事关系
随着拿破仑战争的结束，许多瑞士人在美国寻求更加和平和繁荣的生活。相当一部分人移民到美国，特别是从沃州和卢塞恩州。早在1815年，这两个州的代表就向联邦议会提议，瑞士应该在费城或纽约设立领事馆，以保障商人和侨民的权利。第二年，国会决定在纽约设立一个领事馆。最初的决定是他们的领事将从在美国的瑞士人中选出，但没有做出任何任命。1822年7月，在瑞士裔美国外交家阿尔伯特·加勒廷的磋商下，国会任命了它的头两任驻美领事：沃州伊弗顿-莱-班的亨利·卡西米尔·德·勒姆，他是银行家和商人，当时住在纽约；还有日内瓦的烟酒商人安东尼·查尔斯·卡泽诺夫，他当时住在弗吉尼亚州亚历山大市。国会主席尼克劳斯·鲁道夫·冯·沃滕威尔致信美国总统詹姆斯·门罗，请求他授予这些被任命者一项特权，并强调两国宪法所共有的自由主义和联邦主义特征。这封信标志着瑞士政府与美国政府之间的第一封正式通信，并在19世纪余下的时间里为两国关系的性质确立了一个先例。
美国授予了瑞士一些领事法官的资格。加勒廷建议国会如何划分由两位新执政官管理的领土。德·勒姆负责一个包括新英格兰州、纽约州、新泽西州、宾夕法尼亚州、特拉华州和俄亥俄河以北各州的选区。卡泽诺夫管理着美国的其余部分。他们的主要职责是保护瑞士移民和旅行者，尤其是商人的利益和财产。两人都在日常工作之外以荣誉身份履行职责，德·勒姆直到1842年，卡泽诺夫直到1852年。在他后来的工作中，后者的责任变得越来越有外交色彩。
19世纪20年代，瑞士对美国的棉花和丝绸出口显著增加，这使得美国更有必要建立自己的领事馆。1830年，来自纽约市的商人约翰·G·博克被任命为美国驻瑞士的第一任领事，他是美国国务院书记丹尼尔·布伦特的朋友。那年秋天，他来到伯尔尼，受到了国会主席的热情接待。在他等待委员会22个州通过的时候，博克搬到巴塞尔，因为大多数瑞士出口到美国的商品通过那里。由于对权力下放政府的单调乏味感到不耐烦，他在10月份开设了自己的领事馆，但没有得到瑞士官方的承认。
美国驻瑞士领事早年很忙。由于他们的收入依赖于对经检查和批准的货物征收的关税，许多美国领事被迫经营自己的企业以赚取额外的钱，这转移了他们对官方职责的注意力。当他们出差时，领事馆由副领事或代理人(通常是雇佣的商人)负责。在没有领事的情况下，一名代理人在1843年短暂地将领事馆迁往苏黎世，但在新任命的官员赛斯·T·奥蒂斯到来的第二年，领事馆又回到了巴塞尔。

### 外交关系
美国于1853年和瑞士于1868年建立了外交关系。美国在1853年在巴塞尔建立了第一个外交代表机构。
美国驻瑞士大使馆在伯尔尼。美国驻联合国欧洲办事处和其他国际组织代表团、美国驻世贸组织代表团以及参加裁军谈判会议的美国代表团都在日内瓦。苏黎世和日内瓦也设有美国中心和领事机构。美国驻瑞士大使也被派驻列支敦士登。
截至2017年11月，美国驻瑞士大使是埃德·麦克马伦，截至2014年11月，瑞士驻美国大使是马丁·达林登。
此外，随着美国在1980年伊朗革命和人质危机期间与伊朗断绝关系，瑞士成为美国与伊朗关系和利益的保护国。从1963年到2015年，瑞士一直是古巴和美国之间的保护国，直到哈瓦那和华盛顿特区的大使馆重新建立。